# Lhammas
Lhammas é um trabalho fictício de caráter etimológico escrito por J.R.R.Tolkien. Publicado no livro The Lost Road and Other Writings, volume quinto de The History of Middle-earth, representa uma visão lingüística antiga dos idiomas da Terra-média, posteriormente abandonada, na qual todas as línguas pertenciam ao valarins, ao Oromëan, ao Aulëan ou ao Melkian.
- O filo do Valarin deu origem a todos os outros filos, e culminou no Valarin propriamente dito.
- Oromëan foi assim designado por causa de Oromë, e daí derivam todas as línguas élficas, já que foi ele que ensinou a fala aos Elfos. A maioria das línguas dos Humanos também deriva daí.
- Aulëan foi chamado assim por causa de Aulë, e originou a língua dos Anões, o Khuzdul.
- Melkian foi assim chamado por causa de Melkor, e originou as Línguas Negras de Orcs e outros seres maléficos.

Toda essa etimologia foi, entretanto, abandonada por Tolkien em revisões posteriores.

## Concepção e criação
O livro foi escrito em 1937, existindo em duas versões, a mais curta também chamada de Lammasathen. Depois de publicado, foi editado por Christopher Tolkien, em The Lost Road.
Lhammas e escritos relacionados como "The Etymologies" ilustram a concepção de Tolkien sobre as línguas da Terra-média como uma família linguística análoga às línguas indo-européias, com divergentes ramos e sub-ramos. Este conceito também foi utilizado para as divisões entre os Elfos.